# Austrogomphus collaris
Austrogomphus collaris – gatunek ważki z rodziny gadziogłówkowatych (Gomphidae).